# Saint-Même-les-Carrières
Saint-Même-les-Carrières település Franciaországban, Charente megyében. Lakosainak száma 1029 fő (2022. január 1.). Saint-Même-les-Carrières Bassac, Bouteville, Graves-Saint-Amant, Saint-Preuil, Segonzac, Triac-Lautrait és Mainxe-Gondeville községekkel határos.

## Népesség
A település népessége az elmúlt években az alábbi módon változott:
| Lakosok száma | 1213 | 1171 | 1108 | 1094 | 1098 | 1085 | 1068 | 1032 | 1028 | 1029 |
|               | 1968 | 1982 | 1990 | 2006 | 2013 | 2015 | 2017 | 2019 | 2020 | 2022 |